# Bielorrusia en los Juegos Paralímpicos de Londres 2012
Bielorrusia estuvo representada en los Juegos Paralímpicos de Londres 2012 por un total de 29 deportistas, 15 hombres y 14 mujeres.

## Medallistas
El equipo paralímpico bielorruso obtuvo las siguientes medallas:
| Nombre            | Deporte   | Evento                            |
| ----------------- | --------- | --------------------------------- |
| Oro               |           |                                   |
| Ihar Boki         | Natación  | 100 m espalda S13 masculino       |
| Ihar Boki         | Natación  | 100 m mariposa S13 masculino      |
| Ihar Boki         | Natación  | 200 m estilos SM13 masculino      |
| Ihar Boki         | Natación  | 100 m libre S13 masculino         |
| Ihar Boki         | Natación  | 400 m libre S13 masculino         |
| Plata             |           |                                   |
| Ihar Boki         | Natación  | 50 m libre S13 masculino          |
| Uladzimir Izotau  | Natación  | 100 m braza SB12 masculino        |
| Bronce            |           |                                   |
| Anna Kaniuk       | Atletismo | Salto de longitud F11/12 femenino |
| Aliaksandr Subota | Atletismo | Triple salto F46 masculino        |
| Liudmila Vauchok  | Remo      | Scull individual AS femenino      |